# Rohrbach Ro III
Le Rohrbach Ro III était un hydravion à coque bimoteur, entièrement métallique, construit en Allemagne au milieu des années 1920. Dérivé du Rohrbach Ro II, il pouvait être configuré soit en avion de ligne civil soit en avion de reconnaissance militaire. Il a donné lieu à une version plus puissante, le Ro III Rodra, conçu seulement comme avion de reconnaissance et bombardier. Quatre Ro III ont été achetés par le Japon et deux Rodras par la Turquie.

## Conception
La Dr.-Ing. Adolf Rohrbach a acquis son expérience de la construction d'avions avec une structure en alliage léger quand il travaillait chez Zeppelin à Berlin-Staaken. En 1922, il a fondé la Rohrbach Metall-Flugzeugbau Gmbh à Berlin. À cette époque, le traité de Versailles interdisait la construction d'avions à moteur en Allemagne. Rohrbach a donc ouvert une deuxième usine à Copenhague. Le premier avion qu'il a terminé, le Rohrbach Ro II tout en métal, a été construit là, de même que le Ro III. Mais les restrictions du traité de Versailles ont été assouplies en 1926. Le Ro IIIa Rodra a donc pu être construit à Berlin. Son assemblage et les essais en vol ont néanmoins été effectués à Copenhague.
Au cours de sa construction, le Ro III a été désigné « Ro II série III », indiquant sa ressemblance étroite avec son prédécesseur. La différence la plus évidente était une proue pointue pour améliorer la tenue à la mer. La publicité de son constructeur le présentait sous deux versions, soit comme un avion de ligne pour dix passagers soit comme un avion de reconnaissance à long rayon d'action.
Le Ro III avait une aile haute en porte-à-faux, de plan strictement rectangulaire, de section épaisse, en aluminium. Son envergure était de 17.2 m, avec une finesse de 11.46 (ce qui est important pour l’époque) et 6 degrés de dièdre positif. La construction de l'aile était semblable à celle du Ro II, utilisant largement le duralumin, avec les longerons des caissons avant et arrière joints par les nervures et le revêtement métallique. L'aile était fixée en haut des flancs du fuselage. Des ailerons rectangulaires, avec masses d'équilibrage, débutaient à environ 35 % du bord de fuite jusqu’aux saumons d'aile.
Le Ro III était propulsé par deux moteurs V-12 Rolls-Royce Eagle IX refroidis par eau de 360 ch (270 kW) montés des pylônes au-dessus de l'aile. Leurs hélices faisaient saillie bien en avant du bord d'attaque. 
La coque, comme le reste de l’avion, était entièrement métallique. Elle était de section rectangulaire, avec des flancs et un dessus plats. Le fond de coque était également plat, avec deux redents. La stabilité sur l’eau était assurée par deux longs ballonnets sans redent, disposés de chaque côté du fuselage, fixés aux ailes par des entretoises un peu à l’extérieur des moteurs, et reliés au fuselage par une paire d'entretoises horizontales parallèles.
La coque s’amincissait jusqu'à la queue, où se trouvait un empennage lui aussi rectangulaire, avec une large dérive qui dépassait beaucoup de l’extrémité de la coque, et se prolongeait par un gouvernail de direction avec des masses d'équilibrage. L'empennage horizontal était monté sur la dérive à environ un tiers de sa hauteur, renforcé par un mât oblique unique de chaque côté, et portait des gouvernes de profondeur à corde étroite.
L'avion avait un poste de pilotage ouvert, juste en avant des hélices. En configuration d'avion de reconnaissance militaire, l'équipage se composait de trois personnes. Comme les autres hydravions Rohrbach, le Ro III transportait une paire de mâts et de voiles, à utiliser si l'avion était forcé d'amerrir à la suite d'une panne de moteur, pour rejoindre la côte à la voile.

## Engagements
Quatre Ro III ont été vendus au Japon en 1925 sous le nom de Rohrbach R-1. Deux d'entre eux ont vu leurs moteurs Eagle d’origine remplacés par des moteurs Hispano-Suiza ou Lorraine 12 Eb Courlis de 450 ch (340 kW), et ont été rebaptisés R-2 et R-3. Au moins un Ro III a reçu une immatriculation civile japonaise (J-BHAE) et a été utilisé par la Japan Airlines Co. Mitsubishi avait acheté la licence pour construire des avions Rohrbach au Japon, mais il ne semble pas l'avoir utilisée.

## Variantes

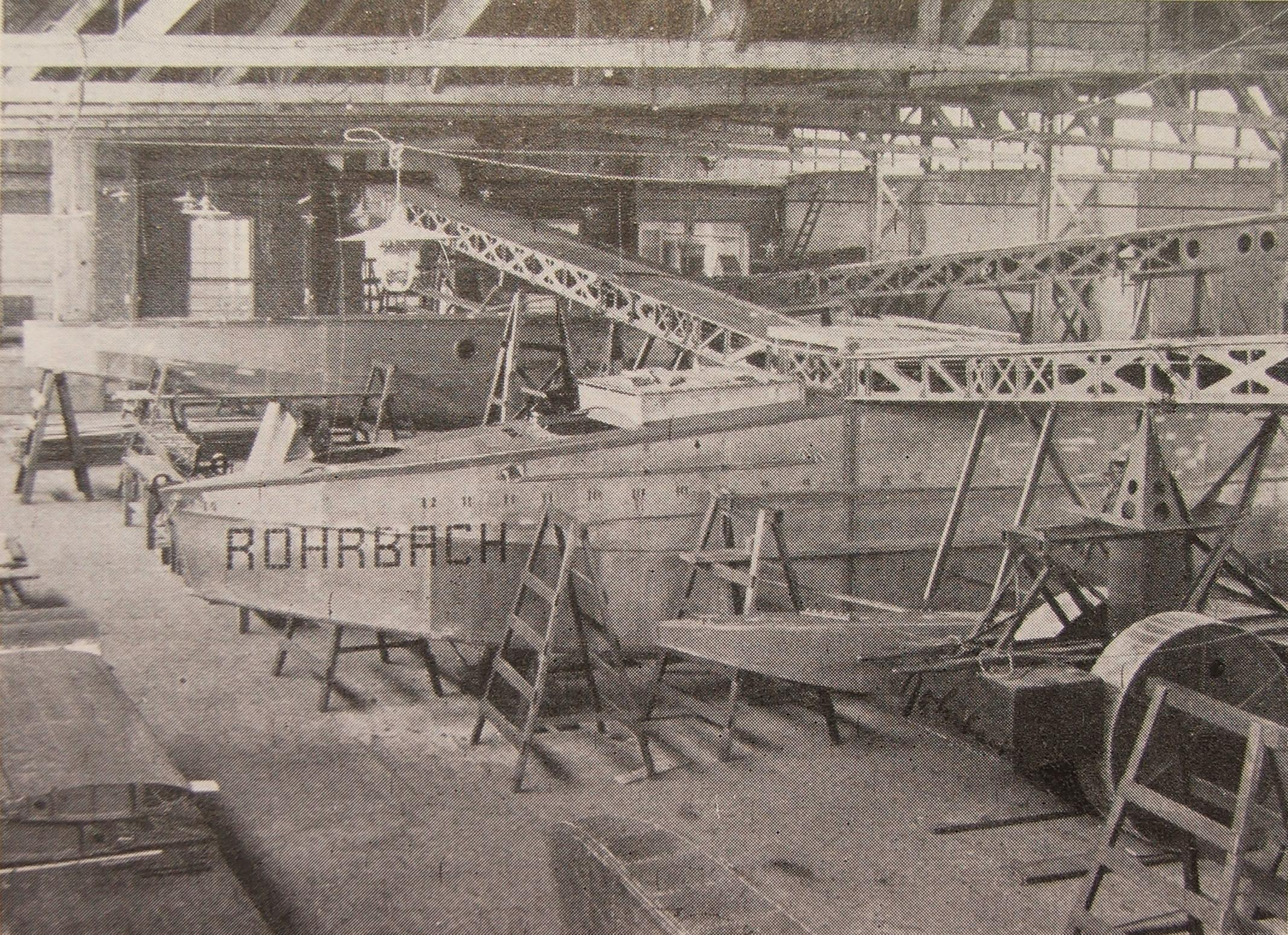
Rodra en cours de construction, janvier 1927

Ro III29 m d'envergure, initialement propulsé par deux Rolls-Royce Eagle IX de 360 ch. Quatre exemplaires vendus au Japon où deux ont été remotorisés.
Ro IIIa Rodra
Dans la première moitié de l'année 1926, Rohrbach a conçu le Ro IIIa Rodra. Cette variante était plus puissante, avec deux moteurs 12 cylindres en W Lorraine 12 Eb Courlis de 450 ch (340 kW) refroidis par eau. Les capots étaient plus courts et plus aérodynamiques, avec leurs radiateurs en nid d'abeilles sur la face inférieure de l'aile. L’aile était montée au-dessus du fuselage, son envergure était réduite de 1,.45 m et les ailerons n’étaient plus compensés.
L'avion était conçu pour un seul rôle : avion de reconnaissance et bombardier à long rayon d'action. Il était doté d'un poste de pilotage biplace côte à côte, et de deux tourelles, l'une dans le nez et l'autre entre l'aile et l'empennage, plus proche de ce dernier. Toutes deux étaient armées de deux mitrailleuses jumelées. La tourelle avant servait également pour l’observation et la visée avant largage des bombes. Celles-ci étaient montées sous les flotteurs.
Deux Rodras ont été vendus à la marine turque. Ils étaient basés à Smyrne. Après quatre ans de service, ils ont été inspectés par les autorités allemandes de l'aviation civile, qui les ont trouvés en bon état et sans problème de sécurité.
Deux autres Rodras ont été achetés et testés secrètement par la Royal Air Force à Martlesham Heath, selon la biographie de Kurt Tank (Design for Flight) par Heinz Conradis.